# Eredivisie 1995-96
La Eredivisie 1995-96 fue la 40.ª edición de la Eredivisie. El campeón fue el Ajax Ámsterdam, conquistando su 18.ª Eredivisie y el 26.° título de campeón de los Países Bajos.

## Tabla de posiciones
| Pos. | Equipo             | PJ | PG | PE | PP | Pts. | GF | GC | Dif. | Notas             |
| ---- | ------------------ | -- | -- | -- | -- | ---- | -- | -- | ---- | ----------------- |
| 1    | Ajax Ámsterdam     | 34 | 26 | 5  | 3  | 83   | 97 | 24 | +73  | Liga de Campeones |
| 2    | PSV Eindhoven 1    | 34 | 24 | 5  | 5  | 77   | 97 | 25 | +72  | Recopa de Europa  |
| 3    | Feyenoord Róterdam | 34 | 18 | 9  | 7  | 63   | 66 | 36 | +30  | Copa de la UEFA   |
| 4    | Roda JC            | 34 | 15 | 12 | 7  | 57   | 51 | 35 | +16  | Copa de la UEFA   |
| 5    | Vitesse            | 34 | 15 | 8  | 11 | 53   | 48 | 44 | +4   |                   |
| 6    | Sparta Rotterdam   | 34 | 14 | 11 | 9  | 53   | 53 | 53 | 0    |                   |
| 7    | Heerenveen         | 34 | 14 | 11 | 9  | 53   | 66 | 68 | -2   | Copa Intertoto    |
| 8    | NAC Breda          | 34 | 14 | 10 | 10 | 52   | 58 | 44 | +14  |                   |
| 9    | Groningen          | 34 | 12 | 13 | 9  | 49   | 48 | 45 | +3   | Copa Intertoto    |
| 10   | Twente             | 34 | 14 | 6  | 14 | 48   | 46 | 55 | -9   |                   |
| 11   | RKC Waalwijk       | 34 | 11 | 11 | 12 | 44   | 44 | 44 | 0    |                   |
| 12   | Willem II          | 34 | 9  | 12 | 13 | 39   | 53 | 59 | -6   |                   |
| 13   | Fortuna Sittard    | 34 | 6  | 13 | 15 | 31   | 27 | 54 | -27  |                   |
| 14   | De Graafschap      | 34 | 6  | 11 | 17 | 29   | 37 | 66 | -29  |                   |
| 15   | Utrecht            | 34 | 6  | 10 | 18 | 28   | 27 | 59 | -32  |                   |
| 16   | Volendam           | 34 | 6  | 9  | 19 | 27   | 29 | 65 | -36  | 2                 |
| 17   | NEC Nijmegen       | 34 | 6  | 7  | 21 | 25   | 33 | 73 | -40  | 2                 |
| 18   | Go Ahead Eagles    | 34 | 5  | 7  | 22 | 22   | 40 | 71 | -31  | Descenso          |

PJ = Partidos jugados; PG = Partidos ganados; PE = Partidos empatados; PP = Partidos perdidos; Pts. = Puntos; GF = Goles a favor; GC = Goles en contra; Dif. = Diferencia de goles
1 Ganador de la Copa de los Países Bajos.
2 Volendam y NEC permanecen en la Eredivisie después de ganar sus respectivos play-offs de descenso.

## Play-offs de ascenso y descenso
| Grupo A | Grupo A      | Grupo A | Grupo A | Grupo A | Grupo A | Grupo A | Grupo A | Grupo A | Grupo A |
| Equipo  | Equipo       | Pts     | PJ      | PG      | PE      | PP      | GF      | GC      | DG      |
| ------- | ------------ | ------- | ------- | ------- | ------- | ------- | ------- | ------- | ------- |
| 1       | FC Volendam  | 18      | 6       | 6       | 0       | 0       | 10      | 2       | +8      |
| 2       | SC Heracles  | 10      | 6       | 3       | 1       | 2       | 13      | 7       | +6      |
| 3       | VVV-Venlo    | 4       | 6       | 1       | 1       | 4       | 3       | 9       | -6      |
| 4       | FC Den Bosch | 2       | 6       | 0       | 2       | 4       | 2       | 10      | -8      |

| Grupo B | Grupo B            | Grupo B | Grupo B | Grupo B | Grupo B | Grupo B | Grupo B | Grupo B | Grupo B |
| Equipo  | Equipo             | Pts     | PJ      | PG      | PE      | PP      | GF      | GC      | DG      |
| ------- | ------------------ | ------- | ------- | ------- | ------- | ------- | ------- | ------- | ------- |
| 1       | NEC                | 15      | 6       | 5       | 0       | 1       | 12      | 4       | +8      |
| 2       | BV Veendam         | 10      | 6       | 3       | 1       | 2       | 8       | 7       | +1      |
| 3       | Emmen              | 9       | 6       | 3       | 0       | 3       | 10      | 8       | +2      |
| 4       | Cambuur Leeuwarden | 1       | 6       | 0       | 1       | 5       | 2       | 13      | -11     |

|  |                                 |
|  | Permanecen en la Eredivisie     |
|  | Permanecen en la Eerste Divisie |